# 縣道196號
縣道196號（三星－下清水），西起宜蘭縣三星鄉市區，東至宜蘭縣五結鄉一百甲，全長共計22.231公里。終點雖標示為下清水，但路線完全未進入下清水境內，實際終點為一百甲。

## 支線

### 甲線
縣道196甲線（東安－季新），西起宜蘭縣羅東鎮光榮路，往東沿羅東連絡道（傳藝路）經國道5號羅東交流道，至宜蘭縣五結鄉銜接台2線後，往北與台2線共線1.2公里，至縣道196號岔路口止，全長共計6.238公里。2018年1月12日納編。本路段曾被宜蘭縣政府先行編為縣道206號並掛牌，但編號201以上為離島縣道專用，後來取消並拆除。

## 行經行政區域
主線
全線均位於宜蘭縣境內。
| 三星鄉 | 三星市區   | 0.000                | 台7丙線              | 公路起點                   |
| 三星鄉 | 三星市區   | －                   | 宜44線               | 起點                       |
| 三星鄉 | 三星市區   | －                   |                      |                            |
| 三星鄉 | 三星市區   | －                   | （地區道路）         |                            |
| 三星鄉 | －         |                      |                      |                            |
| 三星鄉 | 楓林       | 1.180                | 宜26線               | 起點                       |
| 三星鄉 | 紅柴林     | －                   | 宜44線               | 終點                       |
| 三星鄉 | 新廍       | －                   | 宜26-1線             |                            |
| 三星鄉 | 二萬五     | －                   | 宜47線               |                            |
| 三星鄉 | －         |                      |                      |                            |
| 三星鄉 | 大義       | －                   | 宜26-2線             | 宜26-2線終點               |
| 三星鄉 | 大義       | －                   | 宜49線               | 起點                       |
| 三星鄉 | 大洲       | －                   | 宜26線               | 與共線終點                 |
| 三星鄉 | 大洲       | 9.280                | 宜26線 · 宜61線      | 終點 與共線終點            |
| 三星鄉 | 尾塹       | －                   | （地區道路）         |                            |
| －     |            |                      |                      |                            |
| 羅東鎮 | 歪子歪     | 12.150               | 宜22線               | 起點                       |
| 五結鄉 | 四結       | －                   | 宜24線               | 起點                       |
| 羅東鎮 | 竹林       | －                   | 宜24線               | 公路行經五結鄉與羅東鎮交界 |
| 羅東鎮 | 竹林       | 14.611               | 台9線                |                            |
| 羅東鎮 | 竹林       | － 地下道 穿越宜蘭線 |                      |                            |
| 羅東鎮 | 竹林       | －                   | （地區道路）         |                            |
| 五結鄉 | 中福       | －                   | 宜29線               | 終點                       |
| 五結鄉 | 羅東交流道 | 17.500               | 國道五號 · 縣道191號 |                            |
| 五結鄉 | 五結市區   | －                   | 宜27線               | 終點                       |
| 五結鄉 | 五結市區   | 18.095               | 宜25線               |                            |
| 五結鄉 | 中一結     | －                   | （地區道路）         |                            |
| 五結鄉 | 中二結     | －                   | 宜23線               |                            |
| 五結鄉 | 四百名     | －                   | （地區道路）         |                            |
| 五結鄉 | －         |                      |                      |                            |
| 五結鄉 | 一百甲     | 21.330               | 台2線／縣道196甲線   | 終點                       |
| 五結鄉 | 一百甲     | 22.231               | 宜22線               | 公路終點                   |
| 共線   |            |                      |                      |                            |

甲線
全線均位於宜蘭縣境內。
| 羅東鎮 | 十八埒     | 0.000 | 光榮路 傳藝路三段    | 公路起點            |
| －     |            |       |                      |                     |
| 五結鄉 | 羅東交流道 | －    | 國道五號 · 縣道191號 |                     |
| 五結鄉 | 五結市區   | －    | 宜25線               |                     |
| 五結鄉 | 中一結     | －    | （地區道路）         |                     |
| 五結鄉 | 松仔腳     | －    | 宜23線               |                     |
| 五結鄉 | 大埔       | －    | （地區道路）         |                     |
| 五結鄉 | －         |       |                      |                     |
| 五結鄉 | 季新       | 5.000 | 台2線                | 與共線起點          |
| 五結鄉 | －         |       |                      |                     |
| 五結鄉 | 一百甲     | 6.238 | 台2線 · 縣道196號    | 公路終點 與共線終點 |
| 共線   |            |       |                      |                     |

## 沿線路名
| 主線 - 中山路二－三段 - 上將路 - 復興路 - 中正北路 - 倉前路 - 五結路 | 甲線 - 傳藝路二－一段 |

## 沿線設施與景點
| 主線 - 宜蘭縣立三星國民中學 - 宜蘭縣三星鄉大洲國民小學 - 宜蘭縣羅東鎮竹林國民小學 - 宜蘭縣立羅東國民中學 - 羅東林業文化園區 - 羅東車站（宜蘭線） - 羅東交流道（ 國道五號） - 宜蘭縣五結鄉公所 | 甲線 - 羅東車站（宜蘭線） - 羅東交流道（ 國道五號） - 國立傳統藝術中心 |